# 청담 (승려)
청담(靑潭, 1902년 10월 20일 ~ 1971년 11월 15일)은 대한민국의 승려이다. 속명은 이순호(李淳浩). 본관은 성산(星山)이다.

## 생애
경상남도 진주에서 출생하였으며 진주공립농업학교를 졸업하였다. 1927년 일본으로 건너가 송운사의 아키모토에게서 불도를 닦아 득도하였다. 이듬해 귀국하여 개운사 불교전문강원의 대교과를 졸업하였다.
1956년 대한불교 조계종회 의장, 1957년 해인사 주지, 1962년 도선사 주지, 1968년 조계종 총무원장 등을 지내면서 대한민국의 불교 정화에 크게 이바지하였다.
1971년 입적하였고 종단장으로 장례를 치렀다.

## 명예 박사 학위
- 대원불교대학교 명예 철학박사

## 같이 보기
- 성철
- 법정

## 참고 문헌
- 이 문서에는 다음커뮤니케이션(현 카카오)에서 GFDL 또는 CC-SA 라이선스로 배포한 글로벌 세계대백과사전의 내용을 기초로 작성된 글이 포함되어 있습니다.